# Concile d'Orléans (511)
Pour les articles homonymes, voir Concile d'Orléans.
Le concile d'Orléans de 511 ou premier concile d'Orléans est le premier des six conciles nationaux réunis aux VIe et VIIe siècles dans la ville du Royaume franc : Aurelianum, actuellement Orléans (Loiret, France).
Le concile est réuni en juillet 511, sur convocation et en la présence de Clovis Ier. Il réunit 32 évêques, la moitié de ceux du « royaume des Francs ».
Il condamne l’arianisme, et définit des règles régissant les relations entre le pouvoir royal et l’Église, établissant une coopération entre les rois de France et l’Eglise indivise. Enfin, il réaffirme le droit d'asile.

## Contexte historique
En juillet 511, Clovis Ier réunit un concile des Gaules à Aurelianum, qui prend fin le dimanche 10 juillet. Le pape n'est pas consulté pour la convocation du concile, organisé par Clovis.  Le concile qui rassemble trente-deux évêques est présidé par l'évêque métropolitain Cyprien de Bordeaux ; la moitié viennent du « royaume des Francs ». Les évêques métropolitains d'Eauze, Rouen et Tours sont présents mais pas celui de Reims. Certains évêques de Novempopulanie sont absents à cause de troubles dans leur région mais également ceux de Gaule belgique et de Germanie du fait du manque de pénétration de l'Eglise dans ces régions. Clovis est désigné « Rex Gloriosissimus, fils de la Sainte Église », par tous les évêques présents. La Bretagne est représentée, ainsi que l’Aquitaine, conquise depuis 507 seulement, à la bataille de Vouillé, sur les Wisigoths ariens.
Ce concile fut capital dans l'établissement des relations entre le roi et l'Église indivise. Clovis ne se pose pas comme chef de l’Église comme le ferait un roi arien, il coopère avec celle-ci et n’intervient pas dans les décisions des évêques (même s'il les a convoqués, leur pose des questions, et promulgue les canons du concile), prenant alors la même attitude que Constantin au Concile de Nicée.
Ce concile vise à remettre de l’ordre dans l’épiscopat du royaume des Francs, à faciliter la conversion et l’assimilation des Francs convertis et des ariens, à limiter les incestes (brisant ainsi la tradition germanique matriarcale des clans familiaux endogames), à partager les tâches entre administration et Église, à restaurer les liens avec l'Eglise de Rome.
Clovis mourra quelques mois après le concile et ce seront ses successeurs qui feront appliquer les décisions conciliaires.
| Diocèse                 | Évêché | Évêché métropolitain |
| ----------------------- | ------ | -------------------- |
| Ambiani (Amiens)        | X      |                      |
| Andecavis (Angers)      | X      |                      |
| Ecolisnum (Angoulême)   | X      |                      |
| Auscis (Auch)           | X      |                      |
| Autissiodoro (Auxerre)  | X      |                      |
| Abrincates (Avranches)  | X      |                      |
| Basatis (Bazas)         | X      |                      |
| Burdegala (Bordeaux)    |        | X                    |
| Betoregas (Bourges)     |        | X                    |
| Cadurcis (Cahors)       | X      |                      |
| Carnotis (Chartres)     | X      |                      |
| Arvernis (Clermont)     | X      |                      |
| Constantia (Coutances)  | X      |                      |
| Diabolentis (?)         | X      |                      |
| Elosa (Eauze)           |        | X                    |
| Ebroicas (Évreux)       | X      |                      |
| Cenomannis (Le Mans)    | X      |                      |
| Nammetis (Nantes)       | X      |                      |
| Nevernis (Nevers)       | X      |                      |
| Veromandui (Noyon)      | X      |                      |
| Aurelianis (Orléans)    | X      |                      |
| Oxommo (?)              | X      |                      |
| Parisius (Paris)        | X      |                      |
| Petrocoriis (Périgueux) | X      |                      |
| Redonis (Rennes)        | X      |                      |
| Rutenis (Rodez)         | X      |                      |
| Rotomo (Rouen)          |        | X                    |
| Sanctonis (Saintes)     | X      |                      |
| Saginsis (Sées)         | X      |                      |
| Silvanectis (Senlis)    | X      |                      |
| Suessionis (Soissons)   | X      |                      |
| Turonus (Tours)         |        | X                    |
| Trecas (Troyes)         | X      |                      |

## Les décisions du concile
De ce concile résultent 31 canons.

### Alliance entre le roi des Francs et l’Église
La nomination des évêques et des abbés revient au roi ; leur ordination est entérinée par trois évêques locaux, et seulement après que tous les évêques ont été avertis par courrier (ce qui reprend une des dispositions du concile de Riez de 439). Un laïc ne peut être nommé évêque, sauf exception. Les biens d’Église sont déclarés exempts d’impôts. Les clercs ne relèvent plus de la justice civile, mais des tribunaux ecclésiastiques.

### Établissement du droit d'asile
Dans le premier canon, il est déclaré que toute personne poursuivie, quelle que soit la raison de la poursuite (meurtre, vol ou autre), qui se réfugie dans une église ou ses dépendances, ou dans la maison de l’évêque, bénéficie du droit d'asile. On ne peut l’obliger à en sortir, il peut négocier un dédommagement pour l’acte dont il s’est rendu coupable avec sa victime ou la famille de la victime. L’esclave en fuite ne sera rendu à son maître que si celui-ci jure de ne pas le punir. De même, l’esclave ordonné diacre ou prêtre à l’insu de son maître est libéré d’office ; l’évêque doit cependant dédommager le maître.

### L'organisation de la discipline interne à l’Église
À la suite de l'évêque de Vienne, saint Mamert, le rite des Rogations est étendu à toute la Gaule, puis à la chrétienté occidentale par le pape Léon II.
Un tiers du revenu des évêques est affecté au secours des pauvres, des orphelins, des veuves et des malades.
Reprenant le 4e canon du concile de Chalcédoine, il affirme la soumission des abbés aux évêques (21e canon).
Il ordonne aux fidèles d'observer avant Pâques Quadragésime et non Quinquagésime, afin de maintenir l'unité des usages.

### Confirmation de la condamnation de l’arianisme par leconcile d'Agde(506)
Les ariens repentants sont admis dans l’Église, après deux ans de catéchuménat et une profession de foi publique.
Le concile poursuit la lutte contre le paganisme en condamnant la consultation et la pratique des devineresses et pythonisses.